# Герб Печенгского района
Герб Печенгского района — является символом Печенгского округа.

## Описание и обоснование символики
Геральдическое описание (блазон) гласит:
В лазоревом поле, с семикратно пересечённым червлёным и зелёным широким правым краем, над тремя возникающими снизу и по сторонам чёрными, с заснеженными серебром вершинами и склонами, горами (левая впереди, а правая — позади других) серебряный наклонённый тигель (ковш), изливающий золотой поток, уходящий за вершину правой горы, сопровождаемый вверху отвлечённым золотым сиянием
Пересеченный в червлень и зелень правый край повторяет расцветку пограничного столба и говорит о пограничном расположении Печенгского района и готовности защищать свои рубежи. Северное сияние обозначает географическое расположение Печенгского района за полярным кругом, в Мурманской области. Сопки говорят о красотах природы и ландшафте Печенгского района.
Значения цветов Герба Печенгского района:
Черный цвет выражает традиции, зелёный — молодость, серебро — чистоту, красный — кровь пролитую за эту землю и жизненную энергию жителей района.

## История
Печенгский район был образован 21 июля 1945 года.
Первый герб района был утвержден в 1970 году. Авторы герба: Ю.Киселев и Н.Михеев. Герб района выглядел следующим образом: щит пересечен узким серебряным поясом с пограничным столбом вверху справа. В верхней части на голубом поле три черные сопки с серебряными вершинами и северное золотое сияние над ним. В нижней части на красном поле справа: золотые контуры электроопоры и слева — ковш с серебряной струей расплавленного металла.
Мурманским художественно-экспериментальным предприятием «Кольский сувенир», а также несколькими московскими фабриками сувенирных изделий в 80-е годы был выпущен сувенирный знак с изображением герба Печенгского района. На значке были допущены некоторые неточности: нижнее поле стало голубого цвета, сопки изображены в виде силуэта их вершин и на плашку герба была внесена надпись «Печенга».
Администрация муниципального образования Печенгского района неоднократно принимала решение о проведении конкурсов на новые символы района (в 2009, в 2015, 2016 и в 2017 годах).
Новый герб и флаг МО Печенгский район были утверждены Решением Совета депутатов муниципального образования Печенгский район от 14 сентября 2018 года № 347. Герб был внесён в Государственный геральдический регистр РФ под № 11995.
В 2020 году муниципальный район преобразован в муниципальный округ, который использует герб района от 2018 года.